# 阿韦尔通
阿韦尔通（法語：Averton，法語發音：[avɛʁtɔ̃]）是法国马耶讷省的一个市镇，位于该省东北部，属于马耶讷区。

## 地理
阿韦尔通（48°19'56"N, 0°13'27"W）面积40.62 平方千米，位于法国卢瓦尔河地区大区马耶讷省，该省份为法国西北部内陆省份，北起芒什省和奧恩省，西接伊勒-维莱讷省，南至曼恩-卢瓦尔省，东临萨尔特省。
与阿韦尔通接壤的市镇（或旧市镇、城区）包括：弗罗贝河畔克雷讷、库尔西泰、热夫尔、圣欧班迪代塞尔、维莱讷拉瑞埃勒。

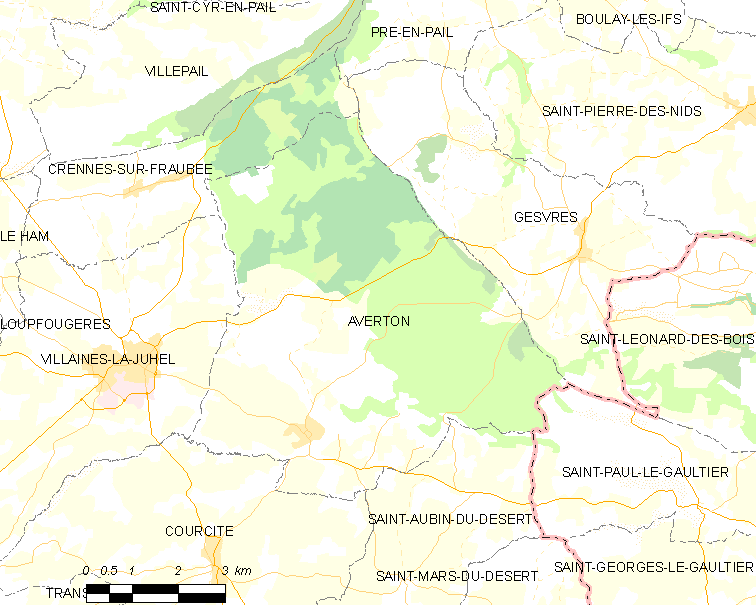
阿韦尔通的OSM定位图

阿韦尔通的时区为UTC+01:00、UTC+02:00（夏令时）。

## 行政
阿韦尔通的邮政编码为53700，INSEE市镇编码为53013。

## 政治
阿韦尔通所属的省级选区为维莱讷拉瑞埃勒县。

## 人口

1962-2008年间阿韦尔通人口变化图示

阿韦尔通于2022年1月1日时的人口数量为555人。